# Melanephia endophaea
Melanephia endophaea là một loài bướm đêm trong họ Noctuidae.